# Zinfandel
Zinfandel é uma uva tinta da família das Vitis vinifera conhecida na Europa como Primitivo.
Foi levada para os Estados Unidos por imigrantes italianos e seu cultivo se tornou muito popular na Califórnia.